# Głuszyno Pomorskie
Głuszyno Pomorskie – przystanek osobowy w Głuszynie, w województwie pomorskim. 

## Ruch pasażerski
| Rok  | Wymiana pasażerska na dobę |
| ---- | -------------------------- |
| 2017 | 50-99                      |
| 2022 | 50-99                      |

Od 10 grudnia 2017 pociągi trójmiejskiej SKM przestały kursować na odcinku Lębork – Słupsk.